# 野村信次
野村 信次（のむら しんじ、1944年3月16日 - ）は、日本の俳優、声優。希楽星所属。東京都出身。

## 略歴
ススキダ演技研究所1期生。以前は劇団阿香車、プロダクション・エムスリーに所属していた。
1974年にテレビアニメ『宇宙戦艦ヤマト』でデビュー。

## 人物
特技は狂言、スキー、体操。
資格は普通免許。

## 出演

### テレビドラマ
- NHK大河ドラマ
  - 峠の群像（1982年） - 茅野和助 役
  - 独眼竜政宗（1987年） - 番士頭 役
  - 春日局（1989年） - 青山忠俊 役
  - 元禄繚乱（1999年） - 杉山杉風 役
  - 葵 徳川三代（2000年） - 花井主水 役
  - 篤姫（2008年） - 深谷盛房 役
- 松本清張の霧の旗（1983年）
- 真田太平記（1985年） - 大久保忠隣 役
- 時空戦士スピルバン（1986年）
- 女ふたり捜査官（1987年）
- 教師びんびん物語 第11話「オレの生徒に手を出すな!!」（1988年、フジテレビ / 東宝）
- 詩城の旅びと（1989年）
  - 第1話「投書の女」
  - 第5話「愛の運命」
- 土曜ワイド劇場
  - 「松本清張サスペンス・黒い空」（1990年）
  - 「同居人カップルの殺人推理旅行6」（1999年） - 高城誠市 役
  - 「船長シリーズ11」（1999年） - 渡辺事務長 役
  - 「温泉若おかみの殺人推理14」（2004年） - 広沢貢 役
  - 「松本清張の証言」（2004年）
  - 「混浴露天風呂連続殺人25」（2006年） - 岩瀬弁護士 役
- 世にも奇妙な物語
  - 「ゲームセンターの奇跡」（1990年） - 矢持淳の父 役
- ダブル・キッチン（1993年） - 飯田医師 役
- おかみ三代女の戦い（1995年） - 吉岡秀行 役
- ウルトラシリーズ
  - ウルトラマンティガ 第2話「石の神話」（1996年） - 久良々島砕石現場主任 役
  - ウルトラマンマックス 第13話「ゼットンの娘」（2005年） - 老人 役
- ガラスの仮面 第8話「未来の紅天女を脅かす黒い影」（1997年）
- 火曜サスペンス劇場
  - 警部補 佃次郎9（1999年） - 奈須貴之 役
- らせん (鈴木光司の小説)（1999年、フジテレビ）
- リップスティック (テレビドラマ)（1999年、フジテレビ）
- 十津川警部シリーズ (渡瀬恒彦)16（1999年） - 山之辺拓史 役
- 三億円事件〜20世紀最後の謎〜（2000年、フジテレビ）
- 水曜ミステリー9
  - 「信濃のコロンボ13」（2006年） - 鹿島哲也 役
- 連続テレビ小説
  - 純情きらり（2006年） - 山下校長 役
- アンフェア（2006年） - 松田敬吾 役
- けものみち（2006年） - 山下健二 役
- 松本清張・最終章 わるいやつら 第3話「悪女が牙をむく!」（2007年）
- 怪奇大作戦セカンドファイル 第1話「ゼウスの銃爪」（2007年） - 間伏涼子の父 役
- 屋台弁護士2（2007年） - 土屋裁判長 役
- CHANGE（2008年） - 河原崎薫 役
- 秘書のカガミ（2008年） - 三島誠一郎 役
- 佐々木夫妻の仁義なき戦い（2008年） - 吉田庄助 役
- 渡る世間は鬼ばかり（2008年） - ごはんや 高木 役
- 神の雫（2009年） - 執事・吉田 役
- 華麗なるスパイ（2009年）
- JIN-仁-第3話（2009年）
- 裁判長!ここは懲役4年でどうすか（2009年） - 水戸判事 役
- 怪物くん（2010年）
- 黄金の豚-会計検査庁 特別調査課-（2010年）
- あの海を忘れない 〜若年性アルツハイマー病を支えて〜（2011年）
- 1991 雲仙・普賢岳 〜避難勧告を継続せよ〜（2011年） - 大田教授 役
- 悪女について（2012年） - 尾藤輝彦の父 役
- ラストホープ（2013年） - 副島孝司 役
- 美しき罠〜残花繚乱〜（2015年） - 落合 役
- カインとアベル（2016年、フジテレビ） - 役員 役
- 全っっっっっ然知らない街を歩いてみたものの 第3話（2021年3月30日、フジテレビ）
- 月曜プレミア8 「脳科学弁護士 海堂梓 ダウト」（2021年） - 斎田康弘 役
- 元彼の遺言状 第9話・第10話（2022年6月6日・13日、フジテレビ）

### テレビアニメ
- 宇宙戦艦ヤマト（1974年 - 1975年） - 加藤三郎、相原義一、南部康雄、係員 他
- 宇宙戦艦ヤマト2（1978年 - 1979年） - 相原義一
- 宇宙戦艦ヤマト 新たなる旅立ち（1979年） - 相原義一[5]
- 宇宙戦艦ヤマトIII（1980年 - 1981年） - 相原義一
- 宇宙戦士バルディオス（1980年 - 1981年） - 部下、コンピューター、本部員、教授、兵士、老執事、所員、兵士A、隊員B、将校、幹部A、男A、キール、幹部B、デレリ、スピーカー、係員、天文台員A、パイロット、幹部C
- 釣りキチ三平（1980年） - 源太郎
- うる星やつら（1981年 - 1986年） - カクガリ、主人 他
- 荒野の呼び声 吠えろバック（1981年） - チャールス
- ハロー!サンディベル（1981年）
- 太陽の牙ダグラム（1981年） - 兵士
- まいっちんぐマチコ先生（1981年） - マネージャー
- ゲームセンターあらし（1982年） - 僧、生徒A
- 銀河疾風サスライガー（1983年） - ケニー
- 星銃士ビスマルク（1984年）
- 装甲騎兵ボトムズ（1984年） - 将校B
- 宗谷物語（1984年） - 通信長、野口隊長
- アニメ三銃士（1987年）
- めぞん一刻（1987年）
- クッキングパパ（1994年） - 釣り人A
- BLUE SEED（1994年） - 教授
- 天空のエスカフローネ（1996年） - 魔道士B、軍務大臣
- ネクスト戦記EHRGEIZ（1997年） - 参謀

### 劇場アニメ
- 宇宙戦艦ヤマト（1977年） - 相原義一
- さらば宇宙戦艦ヤマト 愛の戦士たち（1978年） - 相原義一[6]
- ヤマトよ永遠に（1980年） - 相原義一[7]
- 宇宙戦艦ヤマト完結編（1983年） - 相原義一[8]
- うる星やつら オンリー・ユー（1983年） - カクガリ
- うる星やつら2 ビューティフル・ドリーマー（1984年） - カクガリ
- 風の谷のナウシカ（1984年） - トルメキア兵
- うる星やつら3 リメンバー・マイ・ラブ（1985年） - カクガリ
- うる星やつら4 ラム・ザ・フォーエバー（1986年） - カクガリ
- うる星やつら 完結篇（1988年） - カクガリ
- うる星やつら いつだってマイ・ダーリン（1991年） - カクガリ

### OVA
- うる星やつら 了子の9月のお茶会（1985年） - カクガリ
- うる星やつら アイム THE 終ちゃん（1986年） - カクガリ
- うる星やつら 夢の仕掛人 因幡くん登場! ラムの未来はどうなるっちゃ!?（1987年）
- レリックアーマーLEGACIAM（1987年）
- うる星やつら ハートをつかめ（1989年） - カクガリ
- 沙羅曼蛇 ゴーファーの野望（1989年） - 閣僚A
- 機動警察パトレイバー OVA7 特車隊北へ（1989年） - 群馬県警本部長、楠本

### ゲーム
- 宇宙戦艦ヤマト 遥かなる星イスカンダル（1999年） - 相原義一
- さらば宇宙戦艦ヤマト 愛の戦士たち（2000年） - 相原義一
- 宇宙戦艦ヤマト イスカンダルへの追憶（2004年） - 相原義一
- 宇宙戦艦ヤマト 暗黒星団帝国の逆襲（2005年） - 相原義一
- 宇宙戦艦ヤマト 二重銀河の崩壊（2005年） - 相原義一

### ナレーション
- ダウトをさがせ!（TBSテレビ）

### その他
- 世界まるごとHOWマッチ（TBSテレビ） -　声の出演
- 奇跡体験!アンビリバボー（フジテレビ） - 上野正彦 役
- ダウンタウンのガキの使いやあらへんで!!（2015年10月4日、日本テレビ） - 森進一（遠藤章造）の初代マネジャー 役